# Експлоатација деце
Експлоатација деце се односи на систематску продају деце, обично ради усвајања од стране породица из развијеног света, али понекад и у друге сврхе, укључујући трговину. Термин обухвата широк спектар ситуација и степена економске, социјалне и физичке принуде. Акције експлоатације деце или локације на којима се оне одвијају понекад се називају фабрике беба или фарме беба.

## Тржишта
Експлоатација деце обично се односи на ситуације где се деца продају ради усвојења, али се такође може односити и на ситуације у којима су деца жртве трговине људима како би се омогућио робовски рад. 
Одојчад која су жртве трговине људима често су на крају приморани да раде на плантажама, рудницима и фабрикама, као кућне помоћнице или сексуалне раднице. Постојао је мали број тврдњи о неким акцијама експлоатације деце које су омогућиле да одојчад буде мучена или жртвована у црној магији или ритуалима врачања. Нигеријски агенти безбедности су открили низ наводних фабрика беба у последњих неколико година, посебно у југоисточном делу земље.
Трговина људима је распрострањена у западној Африци, где су деца купована од својих породица да би радила на плантажама, рудницима и фабрикама или као кућне помоћнице. 
Други се продају у проституцију, а ређе су мучени или жртвовани у ритуалима црне магије. Трговина људима, укључујући и продају деце, забрањена је нигеријским законом али пре скоро 10 година UNESCO извештај о трговини људима у Нигерији идентификовао је овај чин као трећи најчешћи облик криминала у земљи иза финанскијских превара и трговине дрогом, и ситуација се сигурно није побољшала. Најмање 10 деце се наводно сваког дана продаје широм земље. Они се сада продају попут робе и, као одговорна влада, не можемо дозволити да ово и даље постоји у држави Енугу“ Ifeanyi Ugwuanyi, гувернер Енугуа рекао је током отварања одбора прошлог месеца.

### Нигерија
Експлоатација деце у Нигерији је подскуп трговине људима. Овај чин се често одиграва у структурама прерушеним у породилишта, сиротишта, клинике и мале фабрике где труднице живе и рађају бебе у замену за новчану накнаду. Овај тренд је подстакнут разним факторима, укључујући социјалну премију коју имају труднице и друштвене стигме у вези са неплодношћу и трудноћом тинејџера. Црно тржиште новорођених беба се развило у неким деловима земље како би се одојчад пружила богатим породицама које преферирају јефтиније и тајне методе као замену за сурогат мајчинство, „in vitro” оплодњу, асистирану репродуктивну технологију или усвајање путем социјалних служби. 
Већина жена чија се деца продају су младе неудате жене из домаћинстава с нижим примањима које се боје социјалне стигматизације као последице нежељене тинејџерске трудноће. Неке од девојака долазе у фабрику беба након потраге клинике за абортус, док су неке од њих отете. Већина откривених фабрика беба налази се у јужној Нигерији са великом учесталошћу у Онду, Огуну, Иму, Аква Ибом Абији и Анамбри.
Први јавно пријављен случај фабрике беба објавила је Организација Уједињених нација за образовање, науку и културу 2006. године. У 2008. години, мрежа фабрика беба које су тврдиле да су сиротишта, откривена је у Енугуу, држави Енугу (Нигерија) помоћу полицијских рација. Нигеријска полиција је 2011. године претресла још две болнице чиме је угасила две фабрике беба: у јуну, тридесет две труднице пронађене су у Аби, Абиа, у болници „The Cross Foundation“; у октобру, седамнаест трудница (тридесет према неким изворима) пронађено је у Ихиали, Анабра у болници фондације Iheanyi Ezuma. У 2013. откривено је још пет фабрика беба, а још осам откривено је 2015. године. Неплодне жене су истакнуте као главни покровитељи ових фабрика беба због стигматизације парова без деце  у јужној Нигерији и питања везаних за културу прихватљивости сурогатности и усвајања. Ове праксе су допринеле расту индустрије која резултира физичким, психолошким и сексуалним насиљем над жртвама.

## Превенција
Решавање проблема фабрика беба ће користити вишеструки приступ који укључује заговарање и доношење закона који забрањују фабрике беба и трговину новорођенчади и тешке последице за њихове покровитеље. Такође, потребни су програми за едукацију младих девојака о спречавању нежељених трудноћа. Требало би истражити методе побољшања свести и прихватљивости усвајања и сурогатности и смањења административних и правних препрека везаних за ове опције за неплодне парове како би се умањила важност фабрика беба.